# 寺泊沖海戦

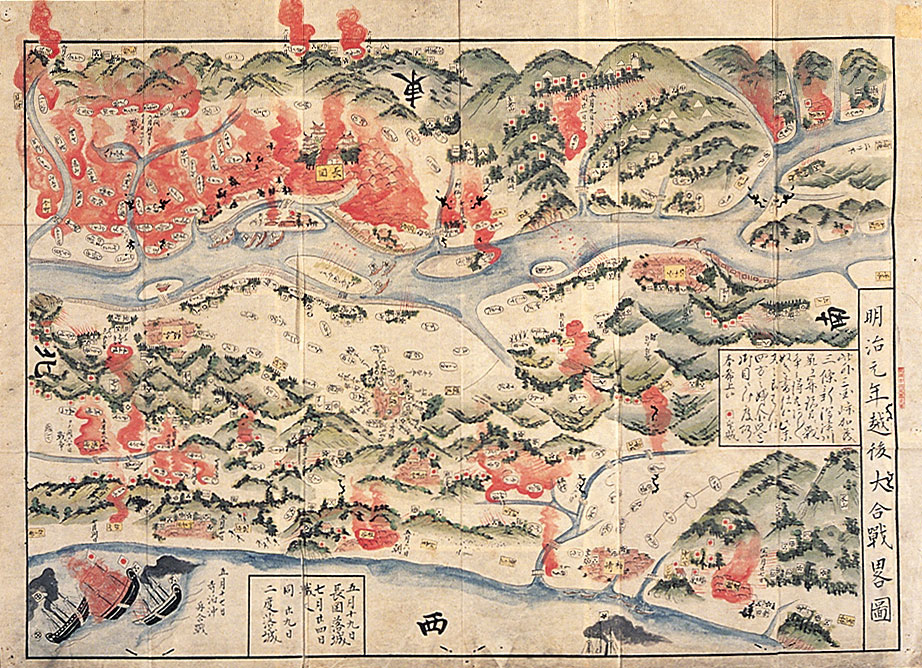
『明治元年越後大合戦略図』（長岡市立中央図書館所蔵）。北越戦争時の長岡とその周辺の戦いの様子を描いた絵図。左下に2隻の新政府軍艦の砲撃を受け、燃え上がる順動丸が描かれている

寺泊沖海戦（てらどまりおきかいせん）は、戊辰戦争中の1868年7月13日（慶応4年/明治元年5月24日）に、越後国寺泊（現在の新潟県長岡市の一部）海岸付近で起きた海戦。新政府軍艦隊が、旧幕府軍の輸送船を自沈に追い込んだ。戊辰戦争中に越後方面で起きた唯一の海戦である。

## 背景
戊辰戦争の勃発後、新政府軍は東日本へ向けて鎮圧軍を進撃させた。旧江戸幕府を支持する東日本の諸藩は、1868年6月に奥羽越列藩同盟を結成した。越後方面では越後長岡藩などが同盟に参加し、北陸道を東進してきた新政府軍と北越戦争と呼ばれる戦闘状態に入った。越後方面には幕府直轄の開港場であった新潟港があり、外国製兵器の輸入拠点として戦略的に重要だった。
北陸道の新政府軍を実質的に指揮する山県有朋は、長岡藩と戦端が開かれる3日前の1868年6月20日（慶応4年/明治1年5月1日）に、海軍部隊の日本海派遣をいち早く要請した。新政府軍上層部は山県の要請に応え、長州藩軍艦「第一丁卯丸」および薩摩藩軍艦「乾行丸」（船将：北郷久信（主水））の越後派遣を決定した。2隻の新政府軍艦隊は、下関港で石炭補給担当とされた福岡藩の輸送船「大鵬丸」と合流して給炭後、敦賀港を経由して越後へ向かった。
一方、旧幕府軍側は、日本海方面に有力な海上戦力を配置していなかった。榎本武揚に率いられた旧幕府海軍は優勢な艦艇を保有していたが、江戸周辺に集結したままだった。唯一、輸送船「順動丸」だけが、幕府から会津藩へ貸与された兵器弾薬類を運搬するため箱館経由で越後入りしていた。佐渡奉行所組頭で恭順方針をとった中山修輔の新政府軍に対する弁明によると、「順動丸」は佐渡の相川港へ停泊中に奥羽越列藩同盟軍によって接収された。「順動丸」は本海戦の発生時には寺泊港へ停泊中だった。越後では蒸気船燃料用の石炭の調達が困難で、「順動丸」は代用燃料として薪を使用して行動していたため、速力が発揮できない状態だった。寺泊の陸上には佐藤織之進率いる会津藩兵や水戸諸生党が駐屯していた。

## 戦闘経過

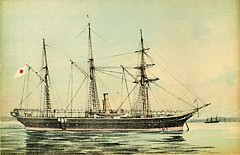
長州艦「第一丁卯」

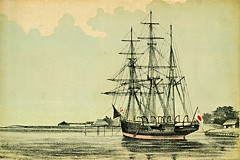
薩摩艦「乾行丸」

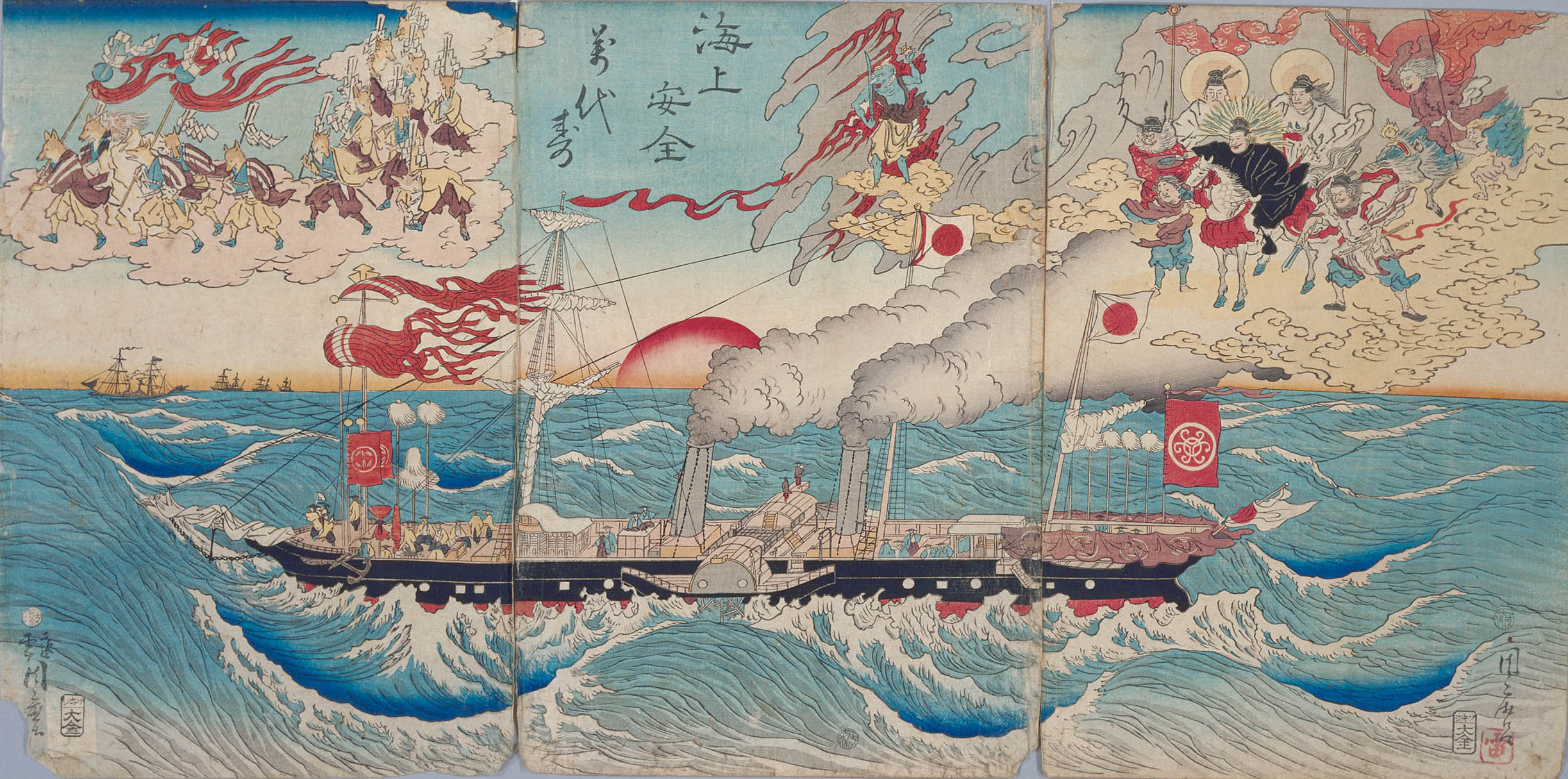
順動丸を描いた錦絵『海上安全万代寿』 河鍋暁斎画（早稲田大学図書館所蔵）

7月10日（旧暦5月21日）、「第一丁卯丸」と「乾行丸」は新政府軍支配下の直江津港へ入港した。翌7月11日（旧暦5月22日）、新政府軍艦隊は陸戦支援のため直江津を出撃し、7月13日（旧暦5月24日）に出雲崎へ寄港した際に旧幕府軍艦が寺泊港へ停泊中との情報を知った。そこで、新政府軍艦隊は、寺泊の幕府艦に対する先制攻撃を決心した。
7月13日（旧暦5月24日）午前7時ころ、新政府軍艦隊は寺泊沖へ到達した。艦隊の出現に気づいた「順動丸」は、機関を始動して出港した。新政府軍側の記録によれば「順動丸」は逃走しようとしたものと思われるが、「順動丸」は味方艦隊と間違えて出迎えに向かったとの説もある。港外で待ち構えた新政府軍艦隊は、「乾行丸」が「順動丸」の前方を遮る一方、「第一丁卯丸」は後方に回り込んでの包囲を試み、大砲による威嚇射撃を行ったうえで砲撃戦を開始した。砲弾は「順動丸」の船首や外輪に命中した。「順動丸」も大砲3発を「乾行丸」に対して応射したが、手前に外れた。
損傷した「順動丸」は反転し、海岸に自ら擱座した。会津藩士の一柳幾馬・雑賀孫六郎ら乗員約150人は、船体を放棄して上陸した。乗員や陸上の駐屯部隊は、会津兵20人ほどを除いて弥彦へ向かって撤退した。新政府軍艦隊は「順動丸」に接近して拿捕しようとしたが、暗礁が多く危険なため断念した。
新政府軍は陸路からも部隊を派遣して「順動丸」の拿捕を試みた。「第一丁卯丸」が出雲崎へ戻って連絡し、新政府側の加賀藩・高田藩・与板藩兵が出動したものの、山中に避難していた住民を旧幕府側の有力な伏兵と誤認して、退却してしまった。新政府軍艦隊は引き続き洋上に停泊して「順動丸」の監視にあたり、敵陣を狙って艦砲射撃を実施した。
翌7月14日（旧暦5月25日）昼ころ、「乾行丸」乗員が寺泊へ上陸して、旧幕府側に協力した住民は処罰する旨の布告を掲示した。同日午後2時ころ、「順動丸」は搭載弾薬が爆発を起こして沈没した。出火原因は不明であるが、鹵獲を免れるために自爆したと推定される。7月15日（旧暦5月26日）に新政府軍艦隊は七尾港へ撤収した。新政府軍艦隊は連日の作戦行動で燃料不足に陥っていたが、新政府側の柳河藩輸送船「千別丸」の七尾港到着により石炭の補給を受けることができた。

## 結果
この戦闘により、新政府軍は越後方面の制海権を掌握した。新政府軍艦隊は1868年7月18日（旧暦5月29日）に佐渡奉行所のある相川へも進駐。同地に停泊していた桑名藩の和船を拿捕して、積荷の大砲やミニエー銃を鹵獲している。その後も新政府軍は「摂津丸」などの艦船を越後へ増派して艦砲射撃や上陸戦などの陸戦支援に活用し、9月15日（旧暦7月29日）に新潟港を占領した。
旧幕府海軍主力は1868年10月初旬（旧暦8月）まで江戸周辺から動かなかった。その後、奥羽越列藩同盟の支援要請を受けて仙台湾へ進出。庄内藩救援のため「千代田形」以下の小規模な艦隊を分遣するが間に合わず、日本海方面での戦闘にはほとんど寄与しないまま、箱館戦争へ向かった。

## 史跡等
旧寺泊町の興琳寺の山門には、新政府軍の艦砲射撃のあとが残っていた。山門は後に焼失したが、砲弾が現存している。また、「順動丸」の残骸の一部は引き上げられて、ドライブシャフトが長岡市指定文化財となっており、2010年には旧寺泊町役場荒町車庫に特設展示された。